# 上田警察署
上田警察署（うえだけいさつしょ）は、長野県警察が管轄する警察署の一つである。

## 所在地
- 長野県上田市天神三丁目15番74号

## 依田窪庁舎
- 長野県上田市上丸子224番地3

旧丸子警察署の庁舎を使用。

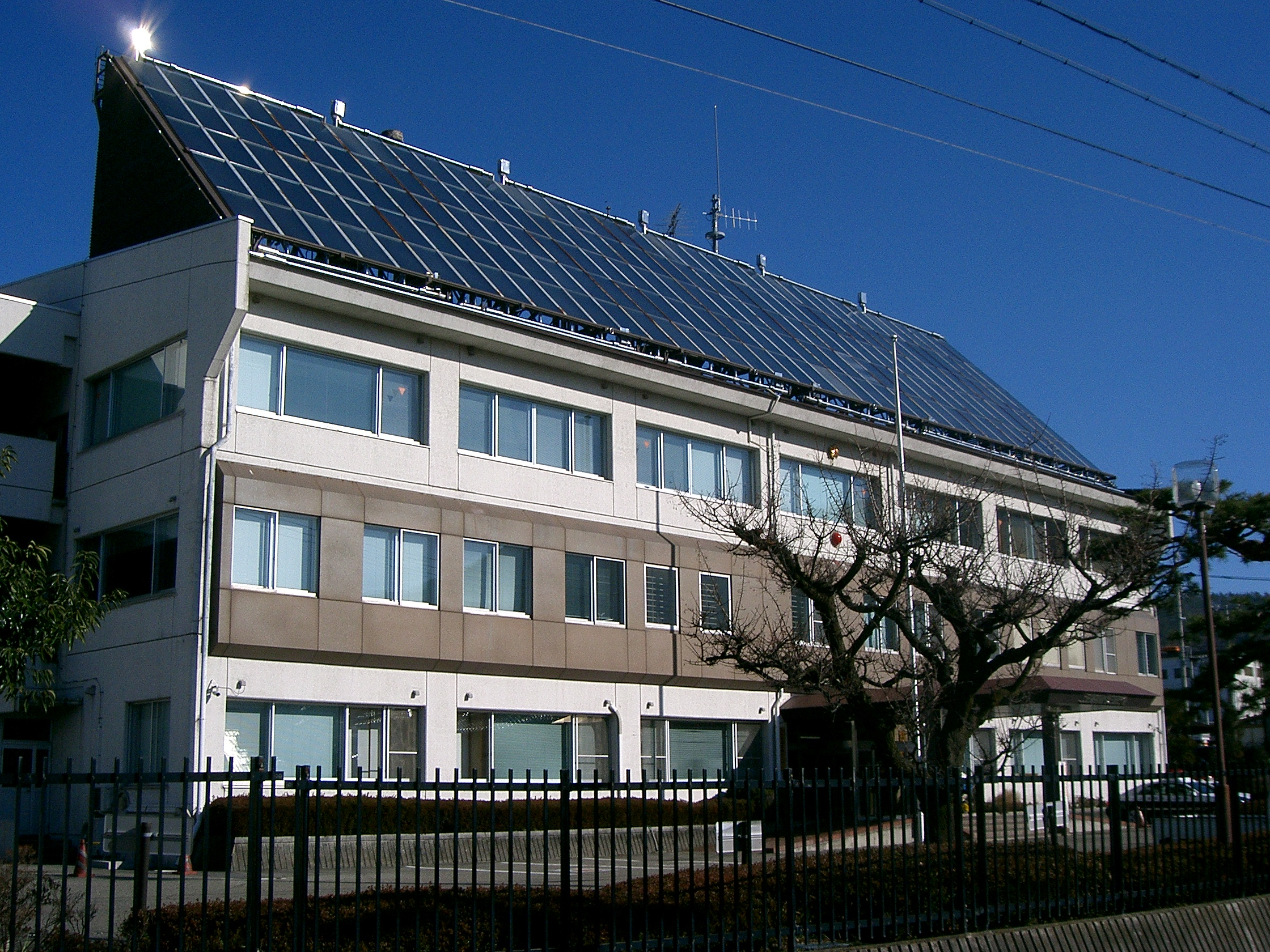
依田窪庁舎

上田市丸子交番、上田地域警察機動センター（長野県警察自動車警ら隊東信分駐隊、刑事部組織犯罪対策課）などが配置。

## 管轄区域
- 上田市
- 東御市
- 小県郡
  - 青木村
  - 長和町

## 沿革
- 警察法施行以前
  - 1876年 - 上田警察署が原町に設置される。
  - 1881年 - 下房山に庁舎を新築し移転。
  - 1925年 - 材木町（現在の上田市医師会付属看護学院所在地）に庁舎を新築し移転。
- 警察法施行以後
  - 1947年 - 警察法施行により旧上田警察署に上田市警察署（自治体警察）と国家地方警察上田地区警察署が設置される。
  - 1954年7月1日 - 警察法の改正により上田市警察署・国家地方警察上田地区警察署が廃止。長野県上田警察署が設置される。
  - 1969年 - 常磐城地区に庁舎を新築し移転。後に老朽化が激しくなり県警本部首脳が県に庁舎建替えの予算をつけるよう要請したものの未だ[いつ?]に実現していない事がテレビのニュースで取り上げられる[要出典]ほど話題になった。
  - 2010年4月1日 - 丸子警察署と統合。同署の管轄区域および、同日佐久警察署に統合された望月警察署の管轄区域のうち東御市北御牧地区を編入。本署庁舎はこれまでの上田警察署のものを使用し、旧丸子警察署庁舎は「上田警察署依田窪庁舎」として使用する。
  - 2013年3月4日 - 上田市天神三丁目（日本たばこ産業上田工場跡）に庁舎を新築し移転[1]。

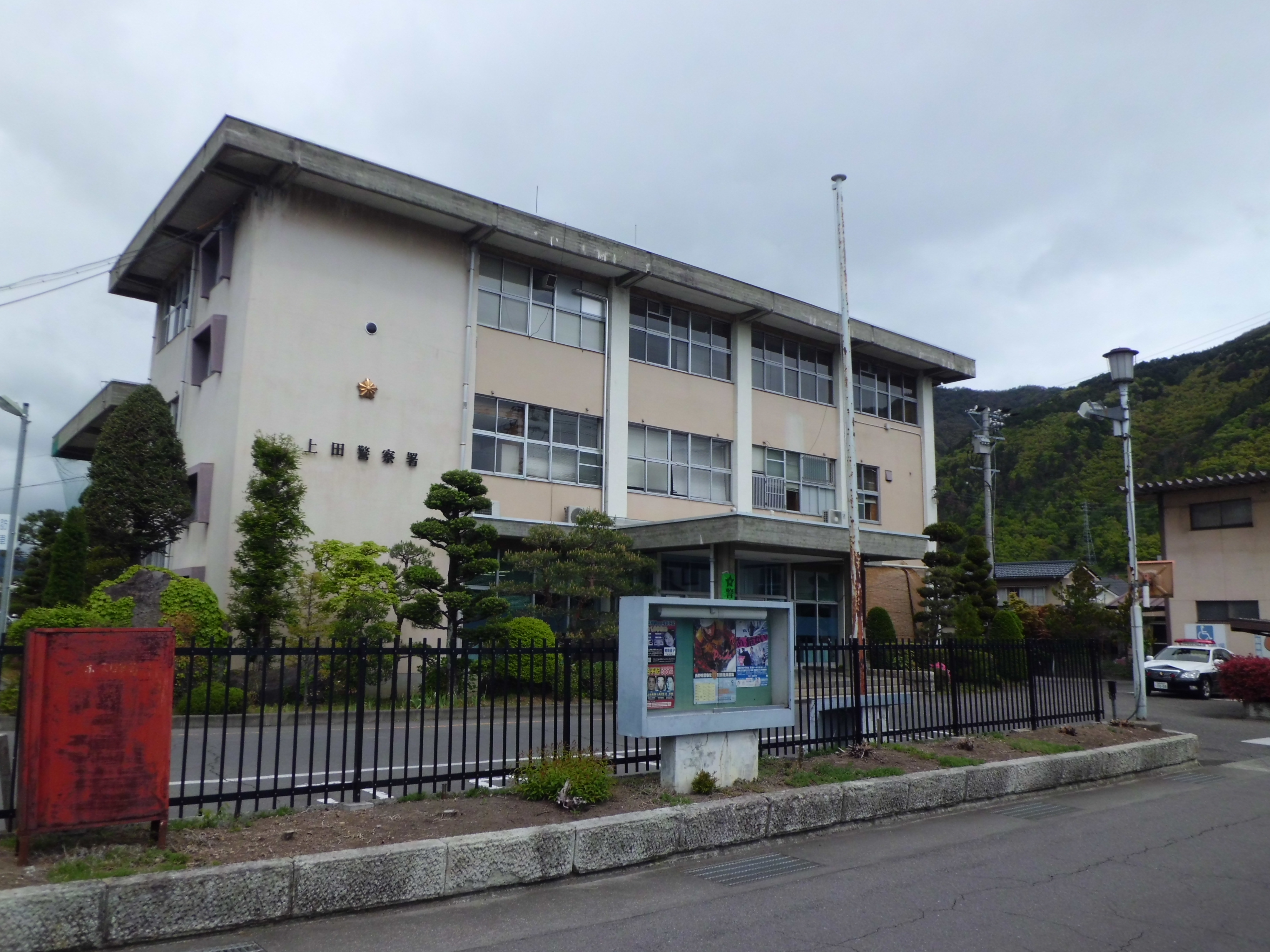
旧庁舎

## 交番

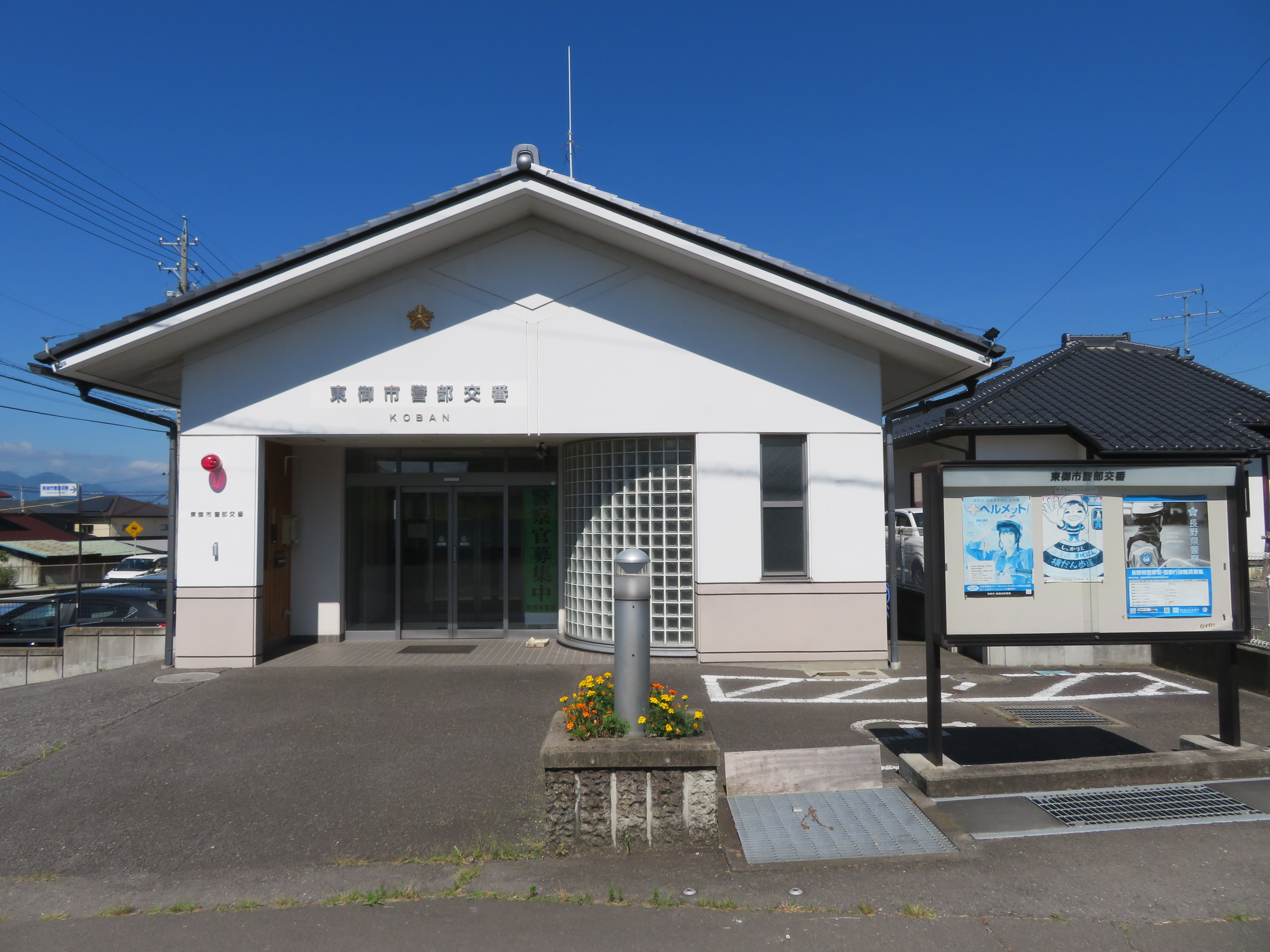
東御市交番

- 上田市染谷交番（上田市材木町1丁目）
- 上田市国分交番（上田市国分1丁目）
- 上田市上田駅前交番（上田市天神1丁目）
- 上田市川辺交番（上田市吉田）
- 上田市塩田交番（上田市下之郷）
- 上田市大屋交番（上田市大屋）
- 上田市神科交番（上田市上野）
- 上田市丸子交番（上田市上丸子）
- 東御市交番（東御市常田）

## 警察官駐在所
- 上田市別所温泉警察官駐在所（上田市別所温泉）
- 上田市真田町警察官駐在所 （上田市真田町長）
- 青木村警察官警察官駐在所（青木村大字田沢）
- 上田市西内警察官駐在所（上田市平井）
- 上田市依田警察官駐在所（上田市生田）
- 長和町古町警察官駐在所（長和町古町）
- 長和町長久保警察官駐在所（長和町長久保）
- 上田市武石警察官駐在所（上田市上武石）
- 和田駐在所（長和町和田）
- 東御市北御牧警察官駐在所（東御市大日向）